# Diògenes de Sició
Diògenes de Sició (en llatí Diogenes, en grec antic Διογένης) fou un filòsof grec que menciona Diògenes Laerci i diu que va escriure una obra sobre la regió del Peloponès.